# 新农乡 (盐亭县)
新农乡，是中华人民共和国四川省绵阳市盐亭县曾经下辖的一个乡。2016年撤销。

## 行政区划
新农乡撤销前下辖以下地区：
春水村、花台村、柳明村、协合村、鳌鱼村、天马村和香台村。